# Campionato italiano di beach soccer Under-20
Il campionato italiano di beach soccer Under-20, noto anche come campionato U-20 PuntoCuore per ragioni di sponsorizzazione, è una competizione sportiva italiana riservata alle squadre di calcio da spiaggia della categoria Under-20 e gestita dalla LND - Dipartimento Beach Soccer.
Il torneo è formato da 2 gironi — Girone A e Girone B — che prevede la classica forma del girone all'italiana (nel beach soccer solo incontri di andata). Alla final four per contendersi il titolo di Campione d'Italia, si qualificano 4 squadre; le prime 2 dei gironi. Gli incontri nella fase finale si disputano con la formula dei play-off.
La squadra più titolata d'Italia è il Viareggio, vincitore di 3 campionati.

## Albo d'oro
| Edizione | Vincitore (volta) | Risultato | Finalista       | Data           | Sede               | Note  |
| -------- | ----------------- | --------- | --------------- | -------------- | ------------------ | ----- |
| 2021     | Viareggio (1)     | 5-3       | Lazio           | 8 agosto 2021  | Lignano Sabbiadoro | [ 1 ] |
| 2022     | Viareggio (2)     | 3-2       | Cagliari        | 31 luglio 2022 | Viareggio          | [ 2 ] |
| 2023     | Viareggio (3)     | 2-1       | Icierre Lamezia | 4 agosto 2023  | Viareggio          | [ 3 ] |
| 2024     | Lazio (1)         | 4-1       | Icierre Lamezia | 10 agosto 2024 | Genova             | [ 4 ] |
| 2025     | Napoli (1)        | 2-1       | Lazio           | 3 agosto 2025  | Cirò Marina        | [ 5 ] |

### Titoli per squadra
| Squadra         | Vittorie | Anni vittorie    | Secondi posti | Anni secondi posti |
| --------------- | -------- | ---------------- | ------------- | ------------------ |
| Viareggio       | 3        | 2021, 2022, 2023 | -             | -                  |
| Lazio           | 1        | 2024             | 2             | 2021, 2025         |
| Napoli          | 1        | 2025             | -             | -                  |
| Cagliari        | -        | -                | 1             | 2022               |
| Icierre Lamezia | -        | -                | 2             | 2023, 2024         |